# Gran Premio de los Países Bajos de Motociclismo de 1957
El Gran Premio de los Países Bajos de Motociclismo de 1957 fue la tercera prueba de la temporada 1957 del Campeonato Mundial de Motociclismo. El Gran Premio se disputó el 29 de junio de 1957 en el Circuito de Assen.

## Resultados 500cc
Bob McIntyre y John Surtees inicialmente lucharon por el liderato, pero McIntyre cayó y Surtees ganó sin sobresaltos. Ahora que McIntyre, Surtees y Libero Liberati se habían retirado una vez, todos tomaron la delantera en la clasificación de la Copa del Mundo.
| Pos.    | Piloto            | Equipo     | Tiempo/Retirado | Puntos |
| ------- | ----------------- | ---------- | --------------- | ------ |
| 1       | John Surtees      | MV Agusta  | 1:33"56'6       | 8      |
| 2       | Libero Liberati   | Gilera     | +30'6           | 6      |
| 3       | Walter Zeller     | BMW        | +1"01'7         | 4      |
| 4       | Jack Brett        | Norton     | +2"30'0         | 3      |
| 5       | Ernst Hiller      | BMW        | +2"51'6         | 2      |
| 6       | Keith Bryen       | Norton     | +3"03'0         | 1      |
| 7       | John Hempleman    | Norton     | +1 Vuelta       |        |
| 8       | Roger Barker      | Norton     | +1 Vuelta       |        |
| 9       | Derek Minter      | Norton     | +1 Vuelta       |        |
| 10      | Michael O'Rourke  | Norton     | +2 Vueltas      |        |
| 11      | Kenneth Tostevin  | Norton     | +2 Vueltas      |        |
| 12      | Priem Rozenberg   | BMW        | +2 Vueltas      |        |
| 13      | Kees Koster       | Norton     | +2 Vueltas      |        |
| 14      | Anton Elbersen    | Norton     | +2 Vueltas      |        |
| Ret     | Keith Campbell    | Moto Guzzi | Ret             |        |
| Ret     | Hans-Günter Jäger | BMW        | Ret             |        |
| Ret     | Bob McIntyre      | Gilera     | Ret             |        |
| Ret     | Terry Shepherd    | MV Agusta  | Ret             |        |
| Ret     | Umberto Masetti   | MV Agusta  | Ret             |        |
| Ret     | Jack Forrest      | BMW        | Ret             |        |
| Ret     | Bill Lomas        | Moto Guzzi | Ret             |        |
| Ret     | John Anderson     | Norton     | Ret             |        |
| Ret     | Piet Bakker       | Norton     | Ret             |        |
| Ret     | John Clark        | Moto Guzzi | Ret             |        |
| Ret     | John Hartle       | Norton     | Ret             |        |
| Ret     | Gerold Klinger    | BMW        | Ret             |        |
| Ret     | Noel McCutcheon   | Norton     | Ret             |        |
| Ret     | Casper Swart      | Norton     | Ret             |        |
| Fuente: |                   |            |                 |        |

## Resultados 350cc
| Pos. | Piloto          | Moto       | Tiempo/Retirado | Puntos |
| ---- | --------------- | ---------- | --------------- | ------ |
| 1    | Keith Campbell  | Moto Guzzi |                 | 8      |
| 2    | Bob McIntyre    | Gilera     |                 | 6      |
| 3    | Libero Liberati | Gilera     |                 | 4      |
| 4    | Jack Brett      | Norton     |                 | 3      |
| 5    | Keith Bryen     | Norton     |                 | 2      |
| 6    | John Hartle     | Norton     |                 | 1      |
| 7    | Derek Monter    | Norton     |                 |        |
| Ret  | Dickie Dale     | Moto Guzzi | Ret             |        |

## Resultados 250cc
En el cuarto de litro, Carlo Ubbiali no pudo comenzar la carrera debido a una lesión y que Roberto Colombo tampoco pudo entrar en zona de puntos, Cecil Sandford hizo un buen negocio con su segundo lugar. Su compañero de equipo Tarquinio Provini ganó, pero no se había anotado ningún punto en las carreras anteriores. Sandford tomó una ventaja significativa en el liderazgo del Mundial.
| Pos. | Piloto               | Moto       | Tiempo/Retirado | Puntos |
| ---- | -------------------- | ---------- | --------------- | ------ |
| 1    | Tarquinio Provini    | FB Mondial | 1h 01:23.1      | 8      |
| 2    | Cecil Sandford       | FB Mondial | + 1:28.1        | 6      |
| 3    | Sammy Miller         | FB Mondial | + 1:43.8        | 4      |
| 4    | Fortunato Libanori   | MV Agusta  | + 2:29.3        | 3      |
| 5    | František Št'astný   | Jawa       | + 1 Vuelta      | 2      |
| 6    | Arthur Wheeler       | Moto Guzzi | + 1 Vuelta      | 1      |
| 7    | Günter Beer          | Adler      | +1 Vuelta       |        |
| 8    | Dreikus Veer         | NSU        | +1 Vuelta       |        |
| 9    | Kurt Knopf           | NSU        | +1 Vuelta       |        |
| 10   | Karl Julius Holthaus | NSU        | +1 Vuelta       |        |
| 11   | Siegfried Lohmann    | Adler      | +2 Vueltas      |        |
| 12   | Josef Autengruber    | NSU        | +2 Vueltas      |        |
| 13   | Bill Maddrick        | Moto Guzzi | +2 Vueltas      |        |
| Ret  | Roberto Colombo      | MV Agusta  | Ret             |        |

## Resultados 125cc
Inicialmente, seis italianos tomaron la delantera en Assen, pero al final Tarquinio Provini ganó por delante de Roberto Colombo y Luigi Taveri. Debido a que Carlo Ubbiali no pudo comenzar debido a una lesión, Provini acumuló una ventaja considerable en la posición del Mundial.
| Pos. | Piloto             | Moto       | Tiempo/Retirado | Puntos |
| ---- | ------------------ | ---------- | --------------- | ------ |
| 1    | Tarquinio Provini  | FB Mondial | 52:24.6         | 8      |
| 2    | Roberto Colombo    | MV Agusta  |                 | 6      |
| 3    | Luigi Taveri       | MV Agusta  |                 | 4      |
| 4    | Cecil Sandford     | FB Mondial |                 | 3      |
| 5    | Fortunato Libanori | MV Agusta  |                 | 2      |
| 6    | Sammy Miller       | FB Mondial | +1 Vuelta       | 1      |
| 7    | Franzisen Bartos   | Jawa       |                 |        |
| 8    | Rolf Scheidhauser  | Ducati     |                 |        |
| 9    | William Webster    | MV Agusta  |                 |        |
| 10   | G. van Bockel      | Ducati     |                 |        |
| 11   | Willy Scheidhauer  | Ducati     | +1 Vuelta       |        |
| 12   | J. H. Leehneer     | FB Mondial |                 |        |
| 13   | William Maddrick   | MV Agusta  |                 |        |
| 14   | Neil Tinker        | MV Agusta  |                 |        |
| 15   | W. A. de Greef     | Grefa      |                 |        |
| 16   | J. Muywijk         | DKW        |                 |        |